# 보길남국민학교
보길남국민학교는 대한민국 전라남도 완도군 보길면 선창2길 22-23(정자리)에 있었던 국민학교이다.

## 연혁
- 일자미상 보길남국민학교 설립 인가
- 1961년 4월 1일 보길남국민학교 개교
- 1967년 4월 1일 도서벽지학교 '을'급 지정
- 1986년 1월 1일 도서벽지학교 '다'급 조정
- 1994년 3월 1일 폐교 및 보길국민학교 통폐합